# Madden NFL 07
Madden NFL 07 är ett amerikanskt fotbollsspel baserat på NFL som publicerades av EA Sports och utvecklades av EA Tiburon. Det är det första i videospelserien som ska släppas till PlayStation 3 och Wii-konsolerna som starttitel och den sista som ska släppas på Game Boy Advance. Tidigare Seattle Seahawks springa tillbaka Shaun Alexander ligger på omslaget. Detta är det sista spelet som har NFL Europe i serien.